# Ribellione di Mäntsälä
Per ribellione di Mäntsälä (in finlandese: Mäntsälän kapina) si intende un fallito colpo di Stato tentato da Movimento di Lapua per rovesciare il governo finlandese.
Il 27 febbraio 1932 circa 400 membri armati della milizia Suojeluskunta interruppero un raduno del partito socialdemocratico chiedendo le dimissioni di governo ed un cambio nella politica del governo. Anche l'ex Capo di Stato maggiore, il generale Kurt Martti Wallenius, aderì alla rivolta.
Due giorni dopo il governo ordinò l'arresto dei leader del Movimento di Lapua ed il generale Aarne Sihvo venne incaricato di reprimere la rivolta. Helsinki venne presidiata da carri armati e dall'artiglieria.
Il 2 marzo 1932 il presidente della Repubblica Pehr Evind Svinhufvud pronunciò un discorso alla radio chiedendo ai golpisti di tornare a casa e promettendo che solo gli istigatori sarebbero stati arrestati. La rivolta ebbe dunque fine ed il Movimento di Lapua venne messo fuori legge.